# 음악소녀
음악소녀(일본어: 音楽少女)는 가상의 아이돌 유닛을 다룬 애니메이션 TV 시리즈로, 스튜디오 딘이 제작했다. 이 작품은 젊은 애니메이터 육성 프로젝트의 아니메 미라이 2015를 위해 스튜디오 딘이 제작한 단편 영화에서 파생되었다. 총 12화로 구성된 이 시리즈는 2018년 7월 6일부터 9월 21일까지 방영되었다. "On Stage Life"라는 제목의 싱글은 가상의 그룹 이름으로 2018년 6월 6일에 발매되었다.

## 줄거리
별난 소녀 야마다기 하나코는 미국에서 일본으로 돌아와 공항에서 공연하는 것을 발견한 무명의 11인조 아이돌 유닛, 뮤직 걸즈에 매료된다. 뮤직 걸즈의 매니저 이케하시는 새로운 멤버가 밴드를 활성화하는 데 도움이 되기를 바라며 공개 오디션에서 하나코에게 기회를 준다. 불행하게도, 매니저 이케하시는 하나코가 춤은 잘 추지만 노래는 못한다는 것을 알게 된다. 대신 하나코는 음악소녀의 비서가 되어 뒤에서 다양한 문제를 해결하는 데 도움을 준다.

## 등장인물
야마다기 하나코 (山田木 はなこ, Yamadagi Hanako)
성우 - 후카가와 세리아
미츠쿠리 사사메 (箕作 沙々芽, Mitsukuri Sasame)
성우 - 타카하시 카린
니시오 미쿠 (西尾 未来, Nishio Miku)
성우 - 오카자키 미호
유키노 히요 (雪野 日陽, Yukino Hiyo)
성우 - 오노 유코
구시켄 슈프 (具志堅 シュープ, Gushiken Shūpu)
성우 - 시마부쿠로 미유리
모로오카 로로 (諸岡 ろろ, Morooka Roro)
성우 - Nako Eguchi
긴토키 고토코 (金時 琴子, Kintoki Kotoko)
성우 - Lynn
무카에 우오리 (迎 羽織, Mukae Uori)
성우 - 오구라 유이
무카에 기리 (迎 桐, Mukae Kiri)
성우 - 우에사카 스미레
치토세 하루 (千歳 ハル, Chitose Haru)
성우 - 누마쿠라 마나미
쿠마가이 에리 (熊谷 絵里, Kumagai Eri)
성우 - 세토 아사미
류오 사라사 (竜王 更紗, Ryuō Sarasa)
성우 - 후치가미 마이

## 애니메이션
12화로 구성된 애니메이션 TV 시리즈는 2018년 7월 6일부터 9월 21일까지 방영되었다. 이 시리즈의 오프닝 테마는 오구라 유이가 부른 에이엔 쇼넨이고, 엔딩 테마는 쇼의 출연진이 뮤직 걸즈로 부른 샤이닝 피스이다. 이 시리즈는 크런치롤에서 동시 방영되었다. 디지털 미디어 라이츠의 AsianCrush 스트리밍 웹사이트에서도 이 시리즈를 동시 방영하였다. 최종 에피소드 이후, 이 시리즈는 투비와 아마존 프라임의 스트리밍 서비스에서 시청할 수 있으며, 아마존 웹사이트에서 다운로드할 수 있다.